# Liste der Naturdenkmale in Hachenburg
Die Liste der Naturdenkmale in Hachenburg nennt die im Gemeindegebiet von Hachenburg ausgewiesenen Naturdenkmale (Stand 13. Juni 2024).

## Naturdenkmale
| Nr.         | Bezeichnung                                     | Lage                                                              | Beschreibung                                                                | Bild                                    |
| ----------- | ----------------------------------------------- | ----------------------------------------------------------------- | --------------------------------------------------------------------------- | --------------------------------------- |
| ND-7143-398 | Winterlinde                                     | Altstadt, Kirchstraße, bei der Kirche St. Bartholomäus Lage       | Tilia cordata, einer von ursprünglich zwei Bäumen                           | mehr Fotos \| Fotos hochladen           |
| ND-7143-399 | Alte Eibe im Burggarten                         | Hachenburg, Leipziger Straße, hinter Nr. 1 Lage                   | Taxus baccata                                                               | mehr Fotos \| Fotos hochladen           |
| ND-7143-411 | Friedenslinde vor der evangelischen Kirche      | Hachenburg, Alter Markt, vor der Evangelische Schlosskirchen Lage | Tilia sp., 1871 als Gedenkbaum an den Deutsch-Französischen Krieg gepflanzt | mehr Fotos \| Fotos hochladen           |
| ND-7143-417 | Blutbuche südlich der Kreissparkasse Hachenburg | Hachenburg, Neumarkt, hinter Nr. 6 Lage                           | Fagus sylvatica f. purpurea                                                 | Direkt Bild zu diesem Denkmal hochladen |